# Ercole Dandini
Ercole Dandini ( Roma, 25 de julho de 1759 - Roma , 22 de julho de 1840 ) foi um cardeal italiano da Igreja Romana .

## vida
Depois de Dandini ter estudado no Collegio Nazareno em Roma de 1772 a 1779 , ele recebeu seu doutorado em 2 de maio de 1785 na Universidade de La Sapientia em Roma como Doctor iuris utriusque (Doutor de ambos os direitos). Pouco depois foi ordenado subdiácono . Já em 24 de dezembro de 1780 , ele havia sido benfeitor na Basílica do Vaticano.Em 11 de abril de 1785, ele começou seu trabalho na Cúria como prelado da casa papal e trabalhou na assinatura. Nomeado Assessor do Tribunal dos Governorados de Roma em 30 de outubro de 1800, passou a pertencer à Assinatura Apostólica a partir de 1º de maio de 1802 . Desde 19 de março de 1816 como Secretário e Tesoureiro daConstrutor da catedral de São Pedro , foi em 22 de julho de 1816 Preceptor do Arquihospital de Santo Spirito em Sassia .
O Papa Pio VII criou Dandini cardeal em 10 de março de 1823 e o nomeou cardeal sacerdote de Santa Balbina em 16 de maio de 1823 . Também nomeado Bispo de Osimo e Cingoli em 10 de março de 1823 , renunciou à sua diocese em 23 de maio de 1824. Nomeado Prefeito de Bom Governo em 3 de março de 1828, assim permaneceu até sua morte.
Dandini nunca recebeu uma ordenação superior à de subdiácono. Participou dos conclaves de 1823, 1829 e 1830–1831.

## Link externo
- Ercole Dandini
- catholic-hierarchy.org